# 西方町本郷
西方町本郷（にしかたまちほんごう）は、栃木県栃木市の大字。郵便番号は322-0603。
　

## 地理
栃木市の北部、西方地区の南部に位置している。

## 歴史
- 2011年（平成23年）10月1日 - 上都賀郡西方町が栃木市と合併し新生・栃木市が成立。同時に地域自治区「西方町」が設置され、栃木市西方町本郷となる。

## 世帯数と人口
2017年（平成29年）8月31日現在の世帯数と人口は以下の通りである。
| 大字       | 世帯数  | 人口  |
| ---------- | ------- | ----- |
| 西方町本郷 | 249世帯 | 740人 |

## 施設
- 栃木市西方総合文化体育館
- 栃木市認定西方なかよし子ども園

## 道路
- 栃木県道177号上久我栃木線